# اگر زحمتی نیست
اگر زحمتی نیست (فرانسوی: S'il Vous Plaît‎؛ انگلیسی: If You Please) یک نمایش‌نامهٔ دادا-سورئالیسیتی است که توسط نظریه‌پرداز و نویسندهٔ سورئال آندره بروتون و شاعر و رمان‌نویس فرانسوی فیلیپ سوپو نوشته شد و در ۲۷ مارس ۱۹۲۰ میلادی در پاریس به روی صحنه رفت.
این نمایشنامه سال‌ها قبل از انتشار «بیانیهٔ سورئالیسم» نوشته شده بود و ۴ پرده دارد که داستان هر پرده، مجزا از دیگری است و دیالوگ‌هایشان نیز شعرگونه است.